# Alberto Azout
Alberto Azout Zafraní (Cartagena de Indias, 1931 - Nueva York, 15 de abril de 2022) fue un empresario colombiano reconocido por fundar Almacenes Vivero, una de las cadenas de supermercados más emblemáticas de la región Caribe en Colombia.

## Biografía
Nacido en Cartagena, Colombia, en 1931, En 1960, su padre, Jacobo Azout, inmigrante de la ciudad de Jerusalén que se estableció en la ciudad de Barranquilla fundó la fábrica de camisas Jayson y nombró a Alberto como gerente. Fue en este contexto donde nació Vivero, inicialmente como una fábrica de camisas que posteriormente se transformó en una cadena de almacenes que ofrecía productos para el hogar, vestuario y supermercado.
En 1969, Alberto Azout estableció el primer Almacén Vivero en la calle 77 de Barranquilla, cerca del antiguo Vivero Municipal. La empresa creció rápidamente, convirtiéndose en una cadena de almacenes que ofrecía una amplia variedad de productos, incluyendo ropa, artículos para el hogar y alimentos. El eslogan de la empresa, "Más barato nadie puede", se convirtió en un lema reconocido en la región.
A principios de la década de 2000, Vivero se fusionó con Carulla, formando Carulla Vivero S.A. Posteriormente, en 2007, el Grupo Éxito adquirió Carulla Vivero, y las tiendas Vivero fueron convertidas en almacenes Éxito, desapareciendo así la marca Vivero del mercado colombiano.
Alberto Azout falleció el 15 de abril de 2022 en Nueva York, a la edad de 91 años.